# William Mundy
William Mundy, także Moondaye, Munday, Monday, Mondy, Mundies lub Mondie (ur. ok. 1529 przyp. w Londynie, zm. przed 12 października 1591 przyp. tamże) – angielski kompozytor okresu renesansu.

## Życiorys
Działał w Londynie, od 1543 roku był chórzystą w opactwie westminsterskim. Od 1544 roku pełnił funkcję vicar-choral w londyńskiej katedrze św. Pawła. W 1547 roku wzmiankowany jako chórzysta w kościele St Martin within Ludgate, od 1548 roku był urzędnikiem parafialnym w kościele St Mary-at-Hill. Od 1564 roku był muzykiem kaplicy królewskiej.

## Twórczość
Skomponował 4 services na 4–9 głosów, 9 anthemów na 4–7 głosów, około 30 motetów do tekstów w języku łacińskim na 4–6 głosów (w tym opracowania Magnificatu), 2 msze 4-głosowe, instrumentalne In Nomine na 5 głosów. Motety i anthemy utrzymane są w stylu polifonii niderlandzkiej. Mundy jest autorem dwóch opracowań pełnego ordinarium missae w całości rozdysponowanych na czterogłos, co stanowi rzadkość wśród innych kompozytorów angielskich tego okresu. Wiele kompozycji Mundy’ego podpisanych jest samym nazwiskiem, co stwarza problemy przy ich atrybucji, część mogła bowiem wyjść spod ręki jego syna, Johna.